# Quarto piano
Quarto piano (Planta 4ª) è un film del 2003 diretto da Antonio Mercero.